# Бухарське ханство
Бухарське ханство (перс. خانات بخارا; узб. Buxoro Xonligi; тадж. Χоноти Бухоро) — феодальна держава, яка існувала в Центральній Азії протягом XVI-XX століть.

## Історія

### Династія Шейбанідів

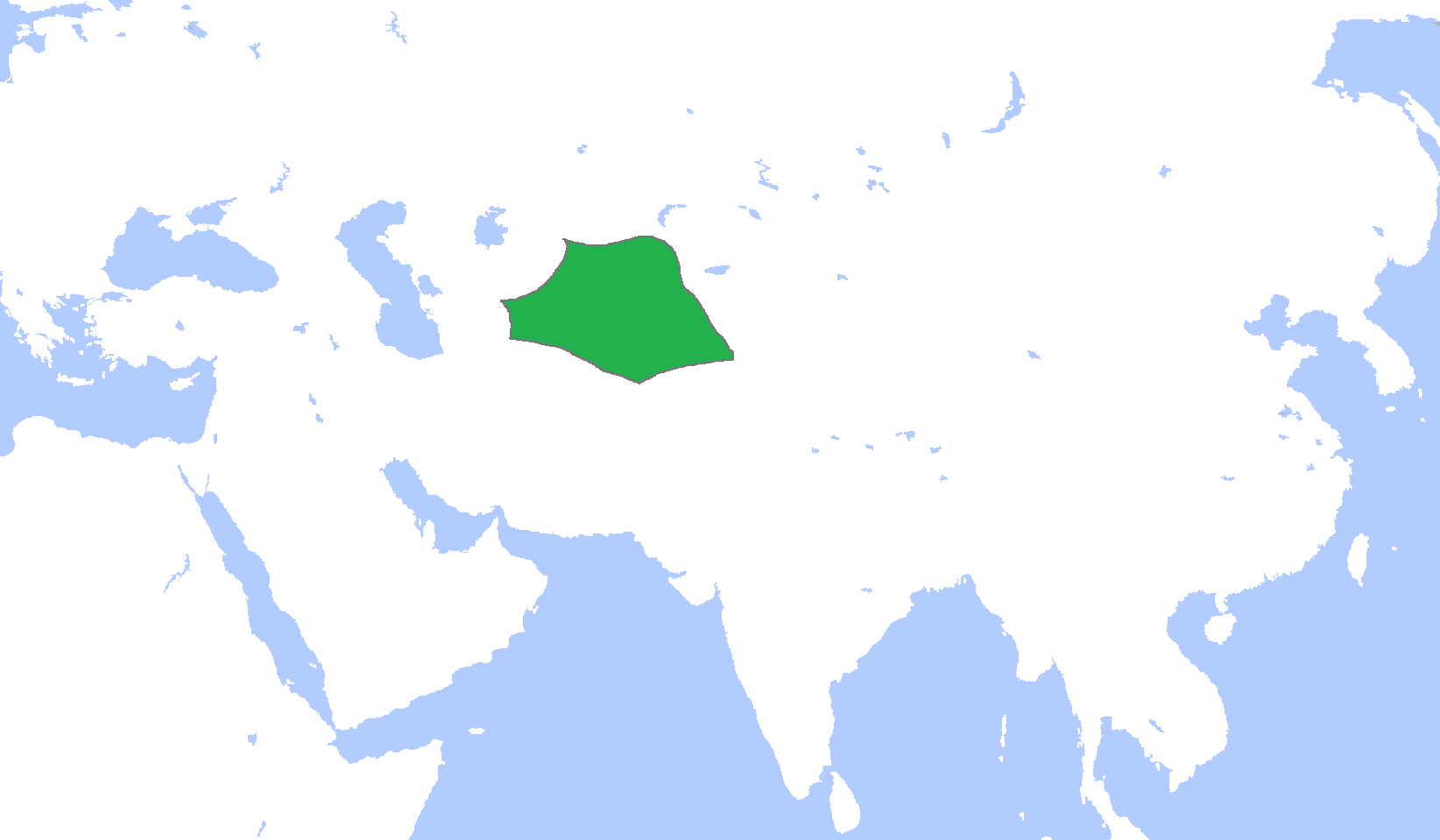
Бухарське ханство (виділено зеленим) бл. 1600

Ханство засноване Шейбанідами на руїнах держави Тимурідів. Назва (Бухарське ханство) з'явилася в кінці XVI століття після перенесення столиці з Самарканду до Бухари. Найбільше політичне посилення і територіальне розширення Бухарського ханства пов'язано з діяльністю Абдулла-хана II (правив в 1557—1598). Були завойовані Балх і Фергана (1573), Ташкент (1576), Хорасан з Гератом і Мешхедом (1582—83), Хорезм (1593—94), встановлені торговельні і дипломатичні стосунки з Московським царством. У містах розвивалися ремесло і торгівля, йшло будівництво. Після смерті Абдулла-хана і вбивства його сина династія Шейбанідів в Бухарському ханстві припинилася. У часи правління династії Аштарханідів в ханстві йшли міжусобні боротьба і війни з сефевідським Іраном, казахами, Хівинським ханством. В першій половині XVIII століття в Бухарському ханстві посилилася феодальна роздрібленість.

### Династія Мангит
В 1740 ханство було завойоване Надір-шахом. В результаті міжусобних війн влада в державі після смерті Надіра (1747) перейшла до династії Мангит, представники якої називали себе емірами. Політичне і економічне положення Бухарського ханства дещо стабілізувалося, хоча феодальна роздрібленість не була ліквідована. Продовжувала існувати з невеликими змінами система феодального землеволодіння, що склалася в XVI столітті. Основними категоріями земель були: амлякові (державні землі), мулькові (приватновласницькі), вакуфні (мусульманського духівництва). Селяни були майже позбавлені землі. За правління еміра Хайдара (1800—26) знов почалися війни з Хивою, а потім з Кокандом, що продовжувалися аж до приєднання Середньої Азії до Росії. Народні повстання неодноразово потрясали Бухарське ханство. Одним з найбільших було повстання хітай-кіпчаків (1821—25).

### Російська епоха

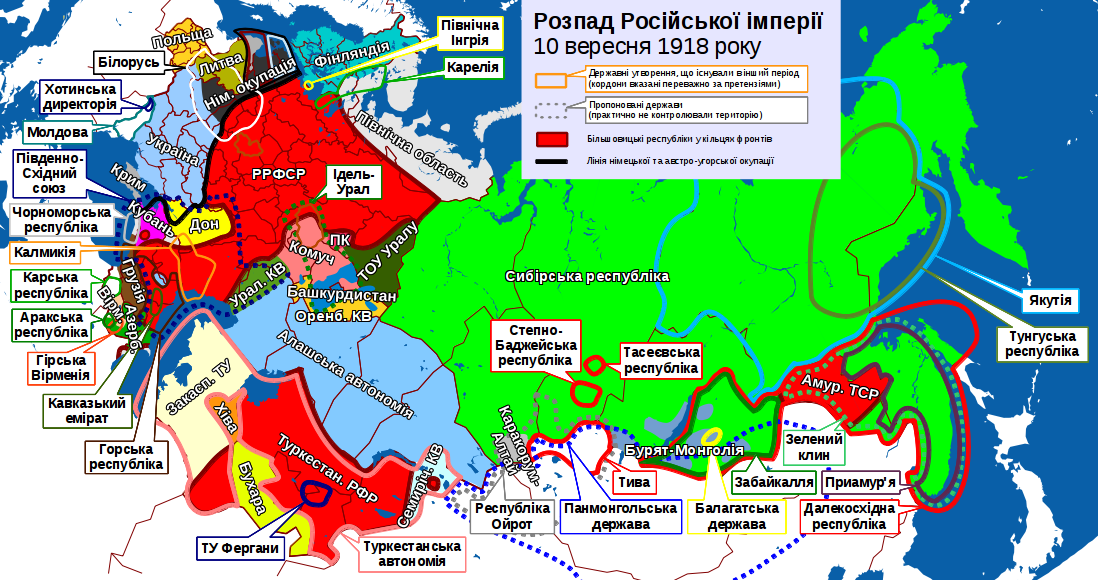
Бухарський емірат на карті розпаду Російської імперії

В 1868 році, після поразки, нанесеної російською армією військам емірів під Самаркандом, Бухарське ханство було приєднано до Росії на правах васальної держави. Взаємини між ханством і Російською імперією визначалися договорами 1868 і 1873. До приєднання до Росії загальний рівень розвитку в ханстві був дуже низьким, сільське господарство — відсталим, промисловість — на рівні слаборозвиненого дрібного ремесла. По мірі втягування народного господарства держави у загальноросійський ринок, до Бухари почав проникати, хоча і дуже повільно, капіталізм; розвивалося торговельне землеробство, перш за все — бавовництво. 2 вересня 1920 в результаті операції Червоної Армії Бухара була зайнята більшовиками, а владу еміра повалено. На 1-му Всебухарському курултаї (з'їзді) (8 жовтня 1920) була проголошена Бухарська Народна Радянська Республіка — держава-сателіт СРСР.